# Rue Bernard-Mulé
La rue Bernard-Mulé est une voie de Toulouse, chef-lieu de la région Occitanie, dans le Midi de la France.

## Situation et accès

### Description
La rue Bernard-Mulé est une voie publique. Elle se trouve dans le quartier de la Côte-Pavée.
Elle naît perpendiculairement au port Saint-Sauveur et au boulevard Bernard-Griffoul-Dorval, qui longent le canal du Midi. Elle est dans sa première partie, orientée à l'est. Elle oblique, après 55 mètres, au nord, mais elle est prolongée à l'est par l'impasse de la Baraquette. Elle se prolonge sur 275 mètres et reçoit la rue Pierre-Seel, et se termine après 73 mètres en impasse. Un escalier donne accès à l'avenue Jean-Rieux.
La chaussée compte une voie de circulation automobile, en sens unique. Elle appartient à une zone 30 et la vitesse y est limitée à 30 km/h. Il n'existe pas de bande, ni de piste cyclable, quoiqu'elle soit à double-sens cyclable sur toute sa longueur.

### Voies rencontrées
La rue Bernard-Mulé rencontre les voies suivantes, dans l'ordre des numéros croissants :
1. Boulevard Bernard-Griffoul-Dorval
2. Impasse de la Baraquette (d)
3. Rue Pierre-Seel (g)
4. Avenue Jean-Rieux - accès piéton (d)

## Odonymie
La rue est nommée en hommage à Bernard Mulé (1803-1887). Avocat, franc-maçon, membre des Carbonari et militant républicain sous la Restauration, puis sous la monarchie de Juillet. En 1847, il organise un banquet réformiste à Toulouse. En 1848, il prend une part active au succès de la Révolution à Toulouse : le 25 février, il proclame la République, puis, le 28 avril 1848, il est élu député de la Haute-Garonne et siège avec l'extrême-gauche. Le 4 décembre 1851, à la suite du coup d'État de Louis-Napoléon Bonaparte, il signe un appel à la résistance publié par L'Émancipation et La Civilisation. En 1852, il est arrêté et interné au château de Foix, puis en Algérie. En 1871, après le retour de la République, il est une figure du milieu radical local et il est élu conseiller général de la Haute-Garonne pour le canton de Toulouse-Centre – il démissionne en 1879.
Au XVIIIe siècle, la rue Bernard-Mulé n'est qu'un étroit chemin, désigné comme le yeys (yeys ou hieis, « petit chemin » en occitan toulousain) du Cimetière-des-Juifs. En 1806, il devient simplement la rue des Juifs. Il semble en effet, que le souvenir se soit conservé de la présence d'une synagogue et d'un cimetière juif : ainsi, le cadastre de 1478 précise que là solio estre la gleyze et sementery des josieus que antiquamen demorabon dens Tolosa (« se trouvaient l'église et le cimetière des Juifs qui demeuraient autrefois dans Toulouse » en occitan médiéval). Par ailleurs, le souvenir du quartier juif médiéval existe dans le nom d'une rue du quartier des Carmes, la rue Joutx-Aigues. C'est en 1896, dans un contexte de montée de l'antisémitisme, à la suite de l'affaire Dreyfus, que la rue reçut son nom actuel.

## Patrimoine et lieux d'intérêt

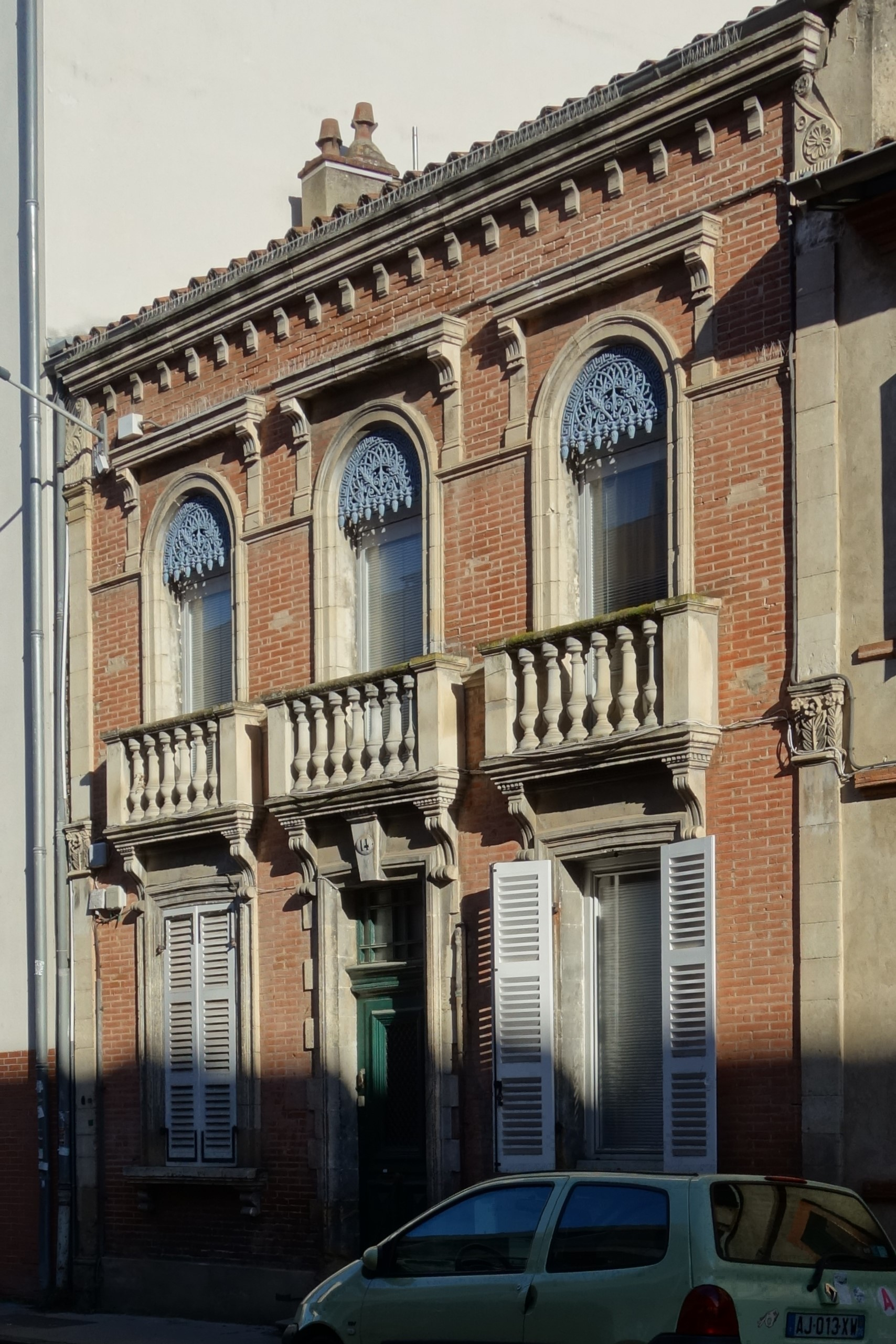
no 14 : maison.

- no  14 : maison. 
La maison, de style néo-classique éclectique, est construite dans la deuxième moitié du XIXe siècle. La façade, qui s'élève sur deux niveaux, est encadrée par des pilastres superposés à chapiteaux corinthiens. Au rez-de-chaussée, la porte et les fenêtres sont rectangulaires et ont des chambranles moulurés en pierre. Les fenêtres ont, de plus, de larges appuis soutenus par de petites consoles. À l'étage, les hautes fenêtres sont en plein cintre, ont des lambrequins en fonte et sont de plus surmontées de corniches. Elles ont de plus des balcons à balustres en pierre, soutenus par de lourdes consoles. L'élévation est couronnée d'une corniche à modillons[6].

- no  18 bis : immeuble.
L'immeuble, construit dans la deuxième moitié du XIXe siècle, développe sur la rue Bernard-Mulé une façade de brique claire, longue de six travées et encadrée de pilastres superposés à chapiteaux doriques. Le 1er étage, dont les fenêtres sont en plein cintre, est mis en valeur par un balcon continu, soutenu par de lourdes consoles en pierre, et dont le garde-corps est en fonte. Au 2e étage, les fenêtres sont rectangulaires et ont de faux garde-corps – en fonte pour les deux fenêtres centrales, à balustres pour les fenêtres latérales. L'élévation est couronnée d'une corniche à modillons[7].

- no  39-41 : résidence François-Andréossy.
La résidence François-Andréossy est construite entre 1982 et 1984. Elle occupe une vaste parcelle de 5 700 m2 délimitée par l'avenue Jean-Rieux (actuels no 2-2 bis), le port Saint-Sauveur (actuels no 44-56), la rue Pierre-Seel et la rue Bernard-Mulé (actuels no 39-41), occupée par les entrepôts du port Saint-Sauveur[8].